# NGC 7139
NGC 7139 est une nébuleuse planétaire située dans la constellation de Céphée. NGC 7139 a été découverte par l'astronome germano-britannique William Herschel en 1787.

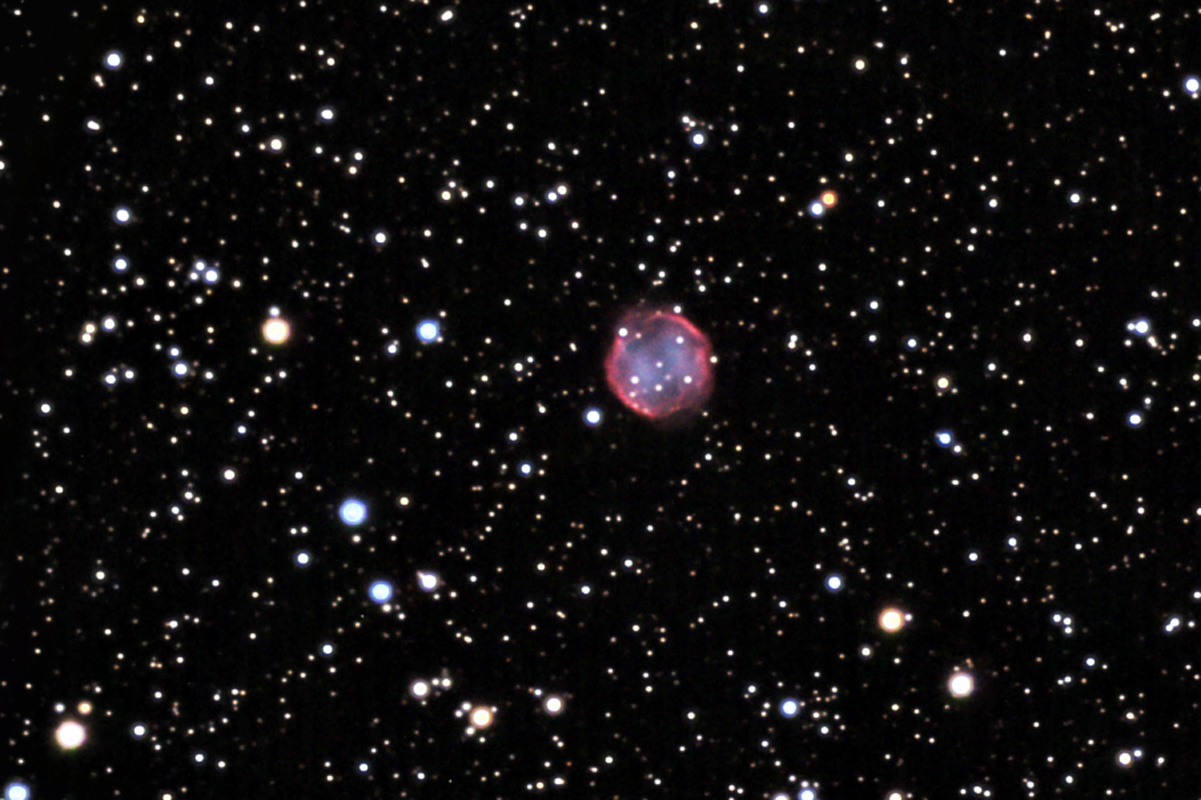
Cette image de NGC 7139 a été captée à travers un filtre Hα.

## Observation
Avec une magnitude visuelle apparente de 13,3, on doit utiliser un télescope dont l'ouverture est d'au moins 250 mm pour observer cette nébuleuse.

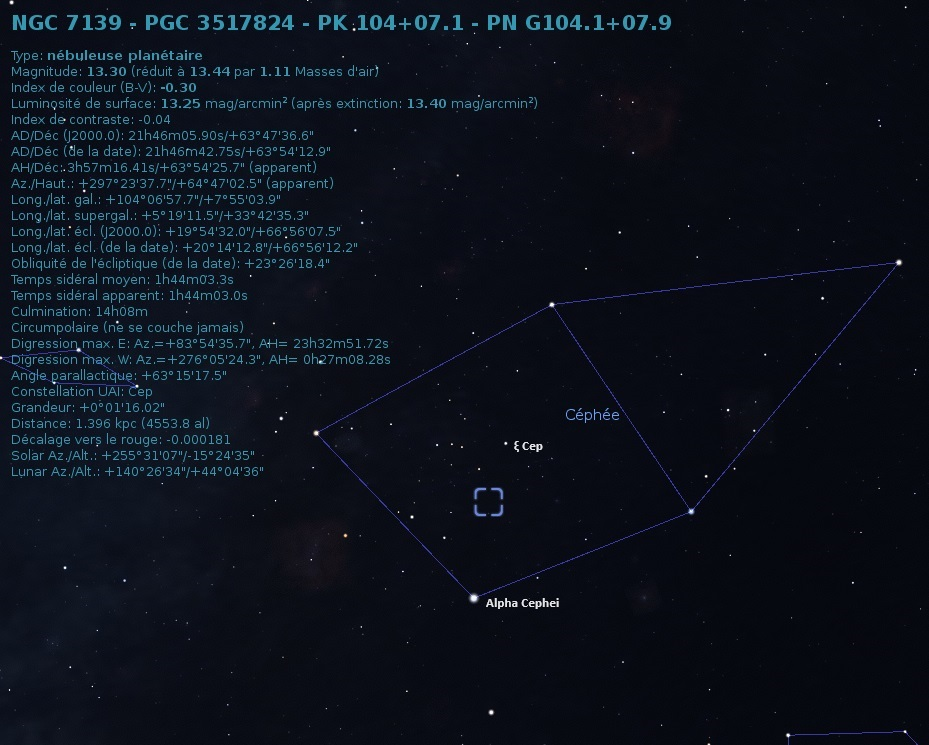
Localisation de NGC 7139 dans la constellation de Céphée (Stellarium).

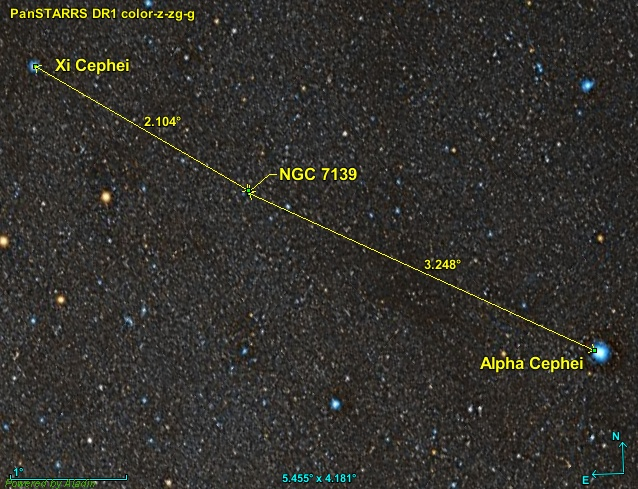
Position de NGC 7139 par rapport deux étoiles.

La nébuleuse NGC 7139 est située à environ 2,1 degrés au sud-ouest de Xi Cephei et à environ 3,25 degrés au nord-est d'Alpha Cephei.

## Caractéristiques

### Distance, taille et vitesse
Deux distances très semblables sont indiquées sur la base de données Simbad : 1,401 ± 0,280 kpc (∼4 570 al) et environ 1 396 pc (∼4 550 al).
La taille apparente de la nébuleuse est de 1,28 minutes d'arc, ce qui, compte tenu de la distance et grâce à un calcul simple, équivaut à une taille réelle de 1,70 ± 0,34 al.
La vitesse radiale de la nébuleuse est de −73,3 ± 3 km/s.

### Structure
La nébuleuse a deux composantes, à savoir une section épaisse toroïdale et une région biconique plus petite où la nébuleuse est optiquement mince au rayonnement ionisant de Lyman. Le matériel dans la partie biconique plus mince a été accéléré préférentiellement, ce qui pourrait indiquer que le vent rapide de l'étoile centrale de NGC 7139 interagit avec un vent non symétrique provenant du progéniteur de la nébuleuse.

## Étoile centrale
La température de l'étoile centrale est de 123 kK et sa luminosité est égale à 49 {\displaystyle L_{\odot }}. Sa masse est d'environ 0,8 {\displaystyle M_{\odot }}.